# Disney's Blizzard Beach
Blizzard Beach est un parc aquatique de 26,7 hectares situé au sein du Walt Disney World Resort et qui a ouvert ses portes le 1er avril 1995. L'autre parc aquatique du resort est Disney's Typhoon Lagoon.

## Histoire et thème
À la suite du succès de Disney's Typhoon Lagoon, Disney a décidé de construire un autre parc aquatique. Le thème est basé sur le paradoxe de la station de ski au milieu d'un lagon tropical. Il est l'objet d'une « légende Disney » qui raconte que :

« Une forte tempête de neige tomba sur la région et permit la construction de la première station de ski de Floride. Mais naturellement la neige fondit rapidement et les pistes furent transformées en toboggans. Les remontées mécaniques et pistes de vol à ski sont restées. L'idée serait venu aux promoteurs de transformer la station en cours de fermeture en parc aquatique quand ils virent un alligator descendre les pistes et se jeter dans un bassin en criant « Yahoo ! ». L'alligator baptisé Ice Gator devint la mascotte du parc. »

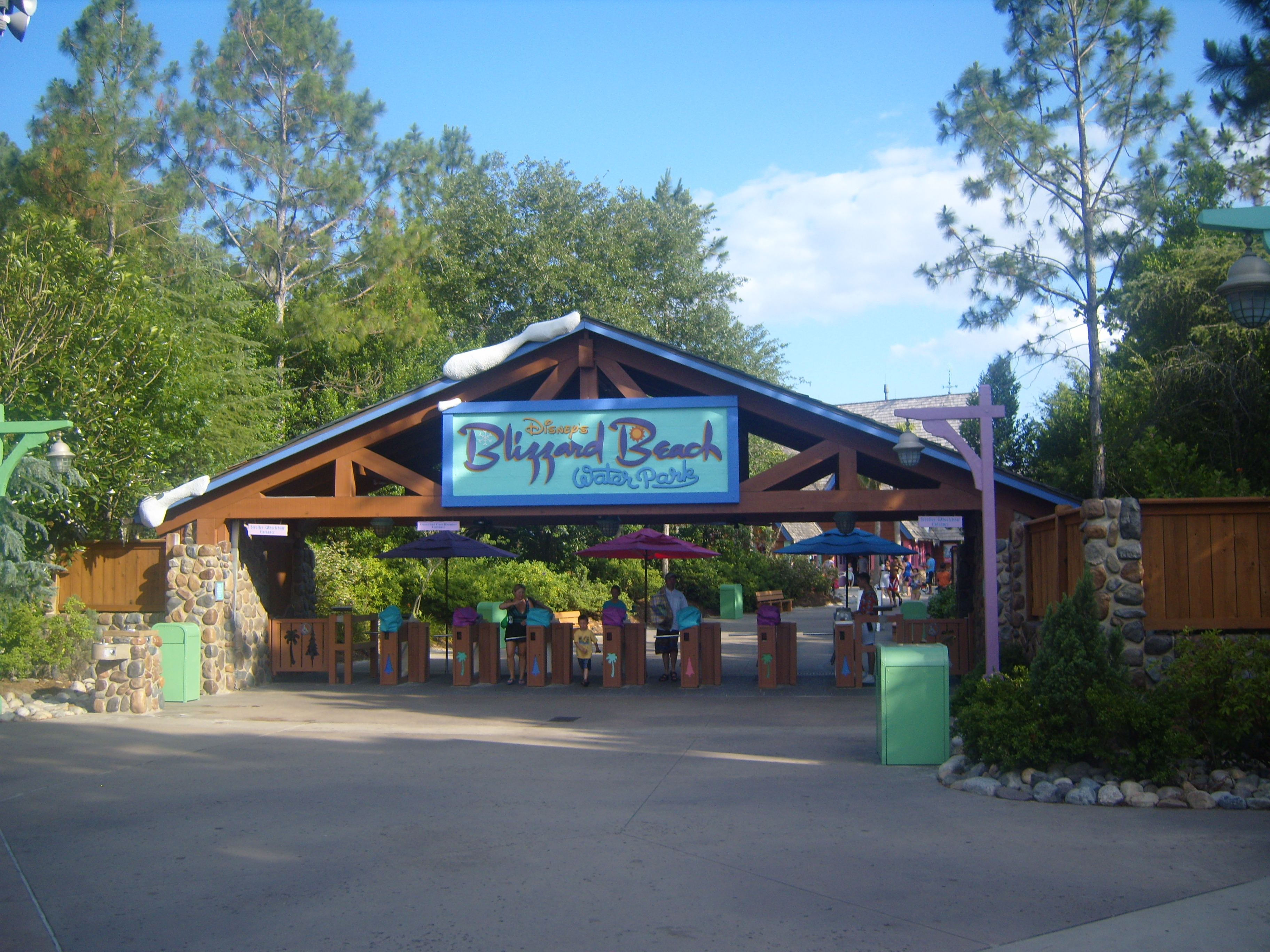
L'entrée du parc.

Plus prosaïquement l'idée vient d'une boule de neige sur le bureau d'un des Imagineers, Eric Jacobson, dont il fait collection. La mascotte provient d'une caricature de Tim Kirk faite durant la même réunion en réponse à l'idée folle lancée par Eric voulant construire un dôme géant en Floride. Le concept évolua pour devenir le parc actuel. Un hôtel a même été imaginé mais n'a pas été construit.
Le parc a été construit sur près de 26,7 hectares à l'ouest de la propriété entre les Disney-MGM Studios et Disney's Animal Kingdom. Il est organisé à peu près de la même façon que Disney's Typhoon Lagoon. L'entrée du parc propose une boutique de souvenirs Disney et accessoires de plages, Beach Haus et un espace de restauration nommé Lottawatta Lodge. Après, on se trouve devant un lagon et face au Mont Gushmore, « enneigé » surmonté de la piste de vol à ski baptisée Summit Plummet, haut de 36,5 mètres et situé de l'autre côté du bassin. Près de l'entrée une remontée mécanique permet de rejoindre le sommet du Mont Guhsmore, point de départ de nombreux toboggans et rivières.
La neige est fausse, faite de plastique ou de béton selon les endroits.

## Les attractions

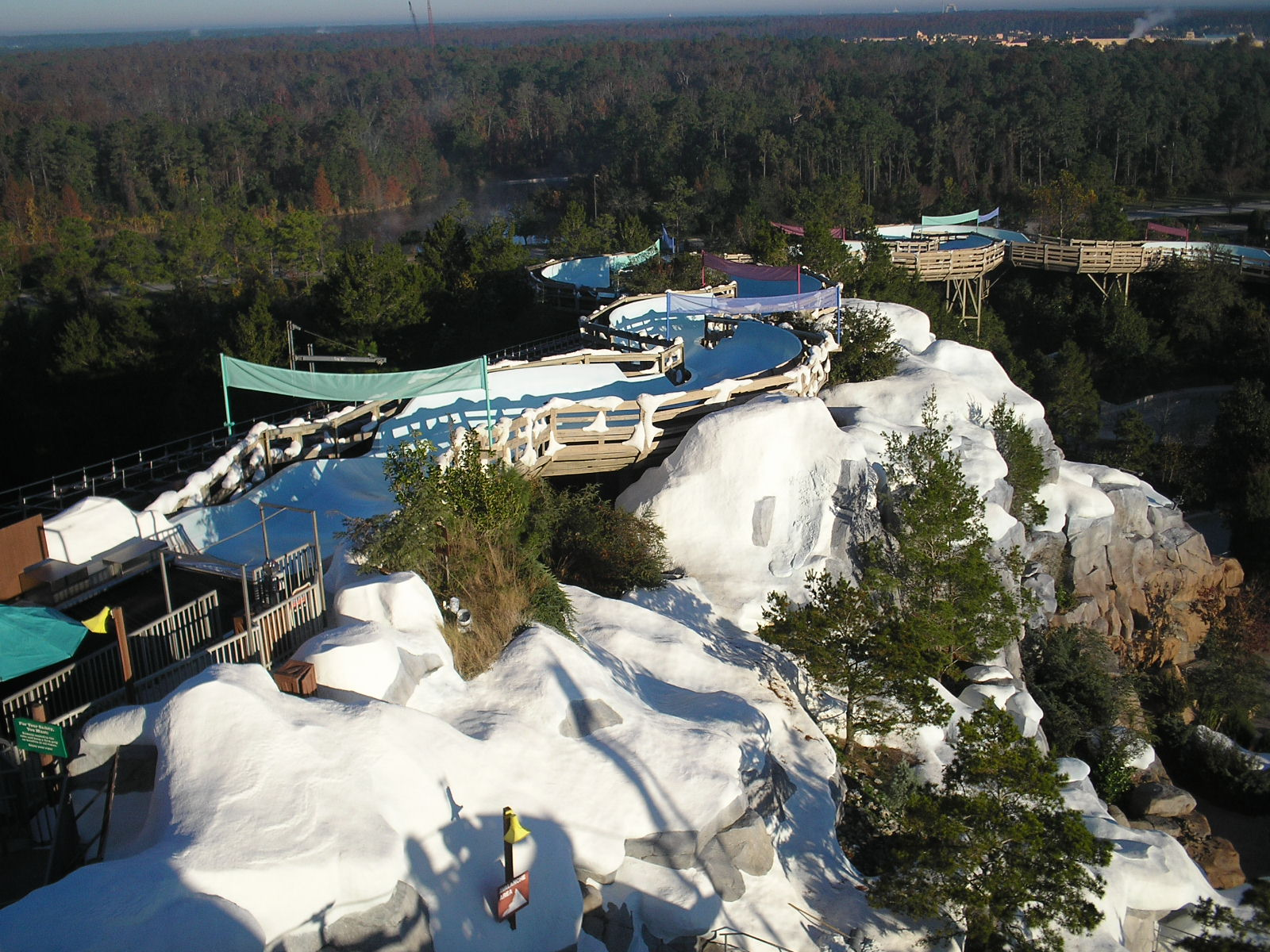
Teamboat Springs.

Le parc de Blizzard Beach comprend :
- Summit Plummet, annoncé comme le plus haut et le plus rapide toboggan en chute libre du monde. Il s'élève à 40 mètres de haut et envoie les plus téméraires à près de 95 km/h.
- Slush Gusher juste à côté de Summit Plummet est une version moins « chute libre » en trois chutes successives.
- Runoff Rapids: trois toboggans qui descendent les pentes arrières du Mont Gushmore. Deux sont en partie ouverts quant au dernier il est totalement fermé.
- Snow Stormers: trois toboggans à faire sur des planches (ou petits matelas pneumatiques). Ce sont les anciennes pistes de slaloms.
- Toboggan Racers est un énorme toboggan à six pistes pour faire des concours de vitesse.
- Downhill Doubler Dipper: deux toboggans en partie couverts utilisant de soi-disant anciennes conduites d'eau.
- Teamboat Springs est un périple de rafting en famille de 400 mètres de long à travers des rapides et des chutes d'eau.
- Tike's Peak est une zone de jeux pour les enfants avec des petits toboggans et des jets d'eau.
- Ski Patrol Training Camp est une seconde zone de jeux pour les enfants avec des petits toboggans et des jets d'eau. Elle ressemble presque au parc en miniature.
- Cross Country Creek est une rivière lente qui encercle le parc.
- Melt Away Bay est un bassin de 4 000 m2 avec de petites vagues et de petites chutes d'eau.

Juste à côté de l'entrée du parc aquatique un double golf miniature a ouvert ses portes en 1999 le Disney's Winter-Summerland.

## Fréquentation
En 2013, Blizzard Beach accueille 1 968 000 visiteurs, contre 1 929 000 visiteurs en 2012, soit une augmentation de 2 %. Il se classe au troisième rang mondial quant à la fréquentation, derrière Chimelong Waterpark (2 172 000 visiteurs) et l'autre parc aquatique du resort Disney's Typhoon Lagoon (2 142 000 visiteurs).